# Thomas Morgenstern
Thomas Morgenstern, avstrijski smučarski skakalec, * 30. oktober 1986, Spittal an der Drau, Koroška, Avstrija.
Morgi velja za enega najbolj talentiranih skakalcev v Avstriji. Postal je mladinski svetovni prvak leta 2002, še v istem letu pa je nastopil v svetovnem pokalu, natančneje na  Novoletni turneji in po njej je imel že tri uvrstitve med deset najboljših. Pet dni po koncu turneje je že osvojil prvo zmago v Libercu. 
Nekateri poznavalci menijo, da s svojim agresivnim slogom želi rezultate doseči na silo. Mnogi se spomninjajo njegovega srhlijvega padca  na tekmi v  Kuusamu na začetku sezone 2003/04. Vrnil se je že na Novoletno turnejo in je v skupnem seštevku turneje dolgo časa zasedal 2. mesto za Sigurdom Pettersnom, končal pa jo je na 4. mestu za Petrom Žonto. Na enakem mestu je tudi končal sezono.
V naslednji sezoni je veliko pripomogel k zlatima medaljama na obeh moštvenih preizkušnjah na svetovnem prvenstvu v Oberstdorfu. 
Na olimpijskih igrah v Torinu je osvojil zlato medaljo na posamičini tekmi na veliki skakalnici, bil pa je pomemben član Avstrijske reprezentance, ki je pravtako osvojila zlato medaljo na ekipni preizkušnji. Svojo drugo zmago je osvojil v Lillehammerju. 
Morgenstern se je v sezoni 2007/08 zapisal v zgodovino, saj je zmagal na šestih tekmah zapored. V sezoni 2008/09 je njegov rojak Gregor Schlierenzauer ta uspeh izenačil. Poleg Schlierenzauerja in Morgensterna je to uspelo le še fincema Ahonenu in Hautamäkiju. V isti sezoni je bil resnično nepremagljiv in je tudi osvojil veliki kristalni globus skupnega zmagovalca svetovnega pokala. A bolj ko se je sezona bližala koncu, bolj je nihala tudi Morgensternova forma. 
Tako se je v sezoni 2008/09 šele na sredini sezone znova povzpel na stopničke za zmagovalce in tako potrdil, da se je uspešno vrnil v svetovni vrh. Pripomogel je tudi k ekipni zlati medalji na Svetovnem prvenstvu v Libercu, leta 2009. Na tem svetovnem prvenstvu je osvojil tudi osmo mesto na srednji skakalnici, a zagotovo bi osvojil kolajno, če ne bi padel, pri (pre)dolgem skoku. Zlato je tako osvojil njegov rojak Wolfgang Loitzl, srebro pa Gregor Schlierenzauer. Če Morgi torej ne bi padel in bi dobil kolajno, bi avstrijci prišli do trojne zmage. Sezono 2008/09 je končal na sedmem mestu in po lanski sijajni sezoni je javnost to že označila za katastrofo. 
V sezoni 2009/10 pa se je Morgenstern prebudil in se vrnil na pota stare slave. Uvrščanje na stopničke in med prvih pet je zopet postala obveza, sijajen začetek sezone pa je kronal z zmago na zadnji postaji novoletne turneje, ko je po več kot enem letu znova zmagal in se v Bischofshofnu veselil 13. zmage v svetovnem pokalu. 
A zmotil se je kdor je trdil, da bo Morgi ostal pri številki 13. V Japonskem Saporu je dokazal, da resnično sodi med najboljše in potrdil, da si je s to skakalnico v zelo dobrem odnosu, potem, ko je tam nanizal že tri zmage.

## Dosežki

### Zmage
| Sezona  | Država/Prizorišče |
| ------- | ----------------- |
| 2003/04 | Liberec           |
| 2005/06 | Lillehammer       |
| 2007/08 | Kuusamo           |
| 2007/08 | Trondheim         |
| 2007/08 | Trondheim         |
| 2007/08 | Beljak            |
| 2007/08 | Beljak            |
| 2007/08 | Engelberg         |
| 2007/08 | Oberstdorf        |
| 2007/08 | Saporo            |
| 2007/08 | Saporo            |
| 2007/08 | Liberec           |
| 2009/10 | Bishofshofen      |
| 2009/10 | Saporo            |

### Zmage na ekipnih tekmah
| Datum            | Prizorišče |
| ---------------- | ---------- |
| 8. marec 2003    | Oslo       |
| 12. februar 2005 | Pragelato  |
| 4. marec 2006    | Lahti      |
| 10. marec 2007   | Lahti      |
| 7. februar 2009  | Willingen  |
| 7. marec 2009    | Lahti      |
| 14. marec 2009   | Vikersund  |

### Točke za svetovni pokal
| Sezona  | Mesto | Točke |
| ------- | ----- | ----- |
| 2002/03 | 20    | 385   |
| 2003/04 | 6     | 696   |
| 2004/05 | 7     | 1138  |
| 2005/06 | 5     | 846   |
| 2006/07 | 6     | 756   |
| 2007/08 | 1     | 1794  |
| 2008/09 | 7     | 785   |

Na novoletni skakalni turneji 2013/14 je bi 2. V sezoni 2013/14 je 10. januarja hudo padel na letalnici v Kulmu še prej pa v Titisee-Neustadtu. Na olimpijskih igrah v Sochiu je nastopil a potem sezono takoj končal. 28. sepembra tik pred začetkom sezone 2014/15 je sporočil da je kariero po 12ih letih končal.